# Thrips aureolariae
Thrips aureolariae är en insektsart som beskrevs av Nakahara 1994. Thrips aureolariae ingår i släktet Thrips och familjen smaltripsar. Inga underarter finns listade i Catalogue of Life.